# Sierras de Cazorla, Segura y Las Villas

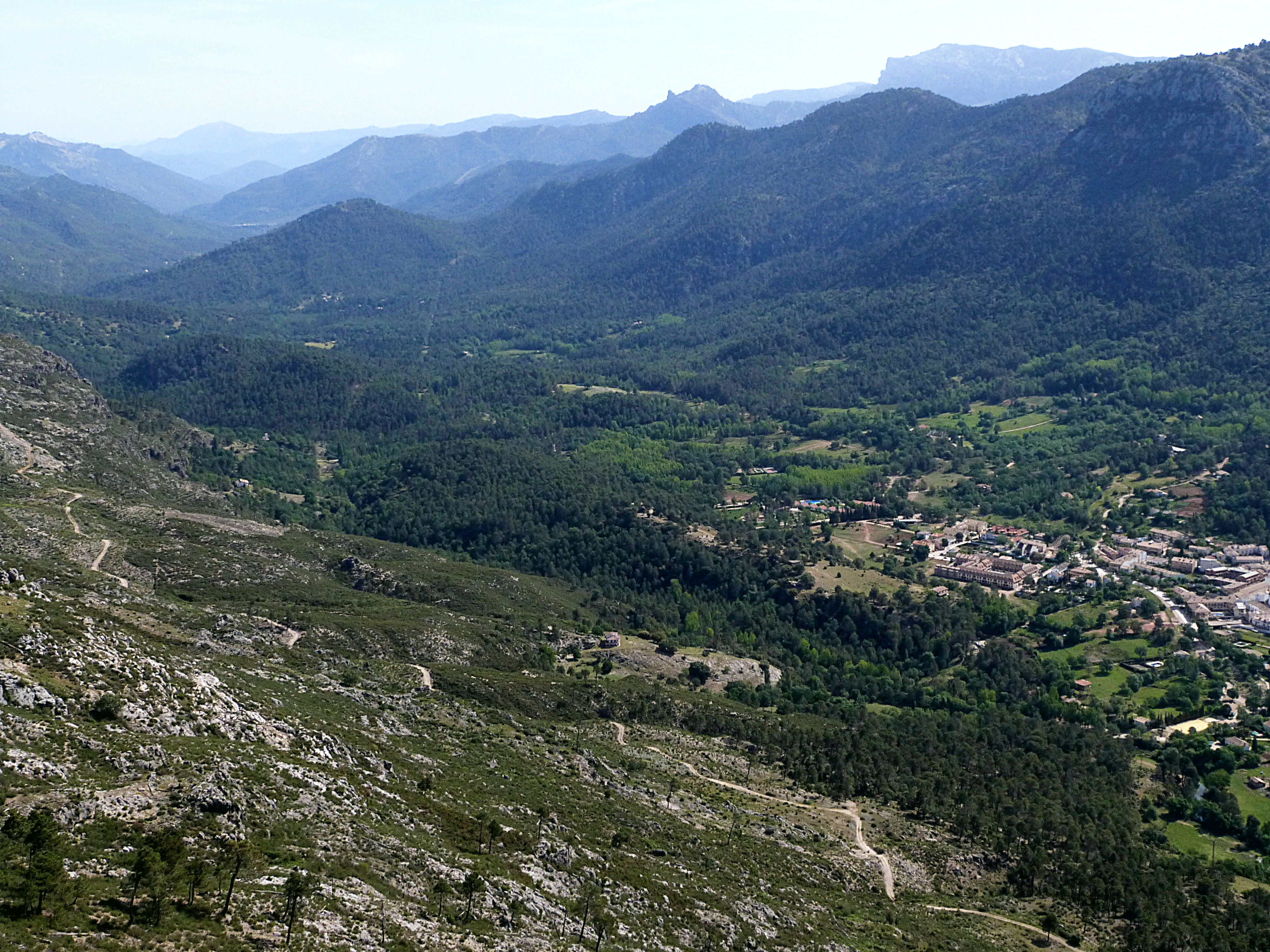
Blick vom Puerto de las Palomas in das Tal des oberen Guadalquivir

Sierras de Cazorla, Segura y Las Villas ist ein im Nordosten der Provinz Jaén gelegener Naturpark, mit 214.300 ha der größte Andalusiens. 

## Gebirgszüge

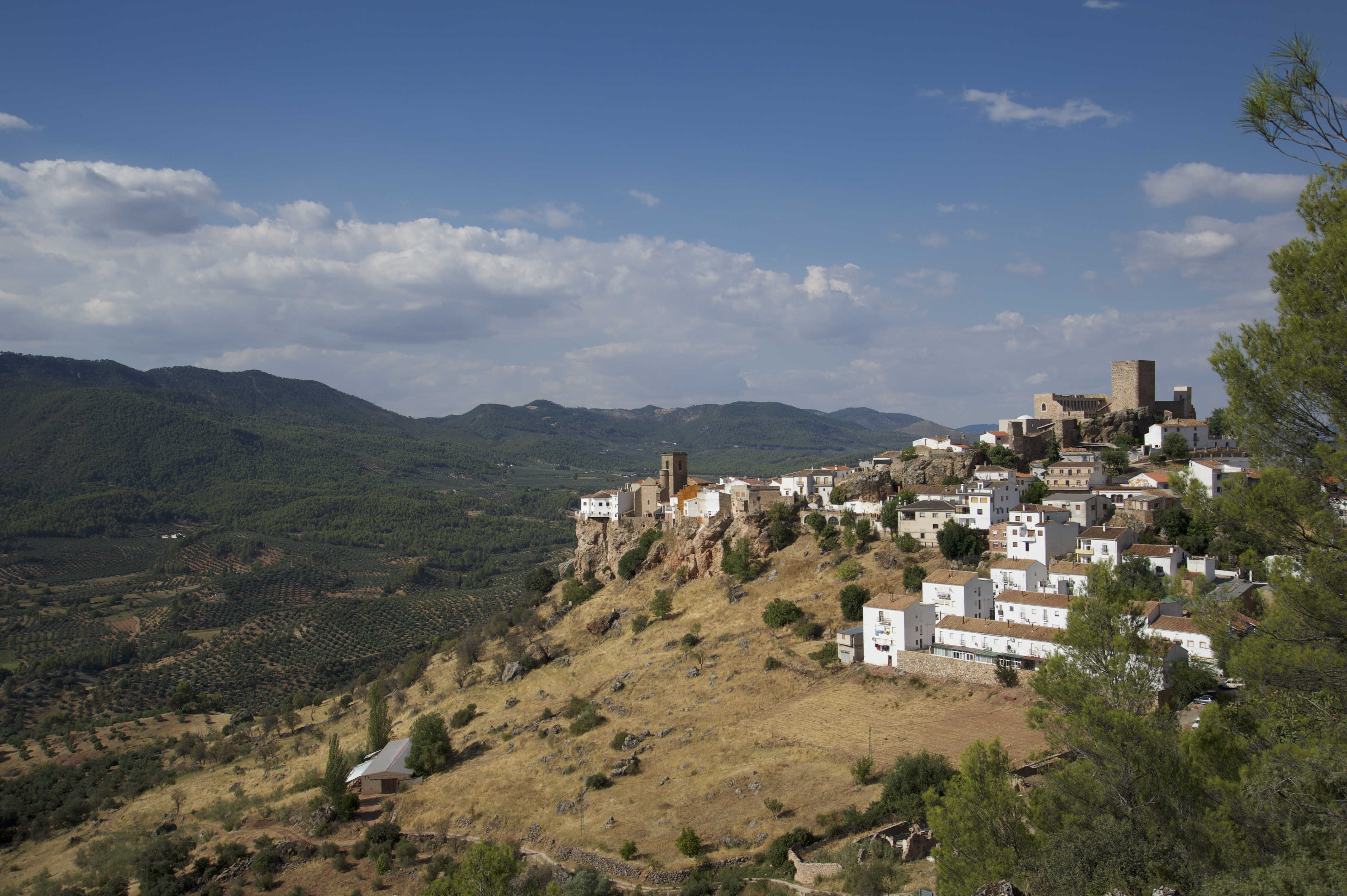
Hornos

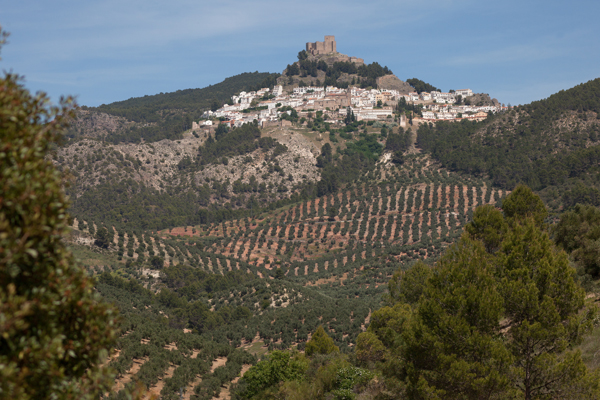
Segura de la Sierra

Die Sierra de Cazorla umfasst den südwestlichen Bereich des Naturparks mit dem Gilillo (1847 m) als höchstem Gipfel. Sie erhält ihren Namen von dem (knapp außerhalb des Naturparks gelegenen) Ort Cazorla. Die Sierras de Las Villas liegen nördlich der Sierra de Cazorla, also im Nordwesten des Naturparks. Sie sind der niedrigstgelegene Bereich. Der höchste Berg ist der El Blanquillo mit rund 1800 m. Der Osten des Naturparks wird von der Sierra de Segura gebildet. Dieses Gebiet ist am wenigsten vom Tourismus entdeckt, der höchste Gipfel, der Banderillas (1993 m), lockt aber Bergwanderer an. Im Süden liegt die im Namen des Naturparks nicht auftauchende Sierra del Pozo, deren höchster Gipfel (Cabañas) mit 2028 m ebenfalls ein hervorragender Aussichtspunkt ist.

## Flüsse
In diesem zur Betischen Kordillere gehörenden Bergland entspringt der in den Atlantik mündende Guadalquivir. Er durchfließt ein breites Tal und wird im Embalse del Tranco aufgestaut. Seine Zuflüsse, wie z. B. der nur 11 km lange Río Borosa, haben dagegen oft enge und tiefe Schluchten in die Berge eingeschnitten, die die landschaftliche Schönheit der Gebirgslandschaft enorm steigern. Der größte nach Osten fließende und letztlich ins Mittelmeer mündende Fluss ist der Río Segura.

## Orte
Vier der schönsten Orte der Provinz Jaén liegen im Gebiet des Naturparks oder an dessen Rand: Segura de la Sierra (ca. 1100 m), Hornos (ca. 860 m), La Iruela (ca. 900 m) und Cazorla (ca. 800 m) – alle vier sind als Conjunto histórico-artístico anerkannt.

## Wirtschaft
Feldwirtschaft ist in den bergigen und steinigen Lagen des Naturparks nur an wenigen Stellen möglich; Viehzucht und Forstwirtschaft sind in wirtschaftlicher Hinsicht deutlich bedeutsamer. Wie überall in der Provinz Jaén finden sich auch hier Olivenplantagen; sie sind jedoch insgesamt weniger landschaftsprägend als in anderen Gegenden der Provinz. Seit den 1960er Jahren spielt der Tourismus eine immer wichtiger werdende Rolle – im Sommer ist der Naturpark wegen seiner Höhenlage, der kühlen Wälder und der Talsperren ein beliebtes Reiseziel der Spanier; im Herbst zieht er Jäger aus aller Welt an.

## Fauna und Flora
Berühmt ist der Naturpark für seine ausgedehnten Wälder, die schon das Holz für die spanische Flotte, die Armada, lieferten. Die Wälder bestehen vor allem aus Schwarzkiefern, aber es gibt auch Steineichen- und portugiesische Eichenwälder. An manchen kühlen Stellen sind sogar Ahorne und Stechpalmen zu finden. Jäger schätzen den Wildreichtum: Europäische Mufflons, Iberische Steinböcke, Rot- und Damhirsche sowie Wildschweine kommen in großer Zahl vor. Auch die Greifvogelwelt ist sehr reich an Arten wie dem Steinadler, dem Habichtsadler, dem Gänsegeier oder dem wiedereingeführten Bartgeier. Iberische Luchse und Wölfe starben am Ende des 20. Jahrhunderts aus. 